# Glashütte (St. Märgen)
Glashütte ist ein Ortsteil von St. Märgen im Landkreis Breisgau-Hochschwarzwald.

## Geografie
Der kleine Ort liegt im tief eingeschnittenen Tal des Glaserbachs, der bei Dreistegen, nahe der Hexenlochmühle, in die Wilde Gutach mündet. Dort grenzt der Ortsteil St. Märgen-Glashütte an die Landkreise Emmendingen und Schwarzwald-Baar. Aufgrund der schwierigen topografischen Lage verfügt der Ortsteil über eine eigene Abwasserentsorgung auf aktuellem technischem Stand. Wirtschaftlich ist vor allem eine Uhrenfabrikation und ein Tourismusbetrieb von Bedeutung. Ansonsten sind die meisten Einwohner gezwungen, in umliegende Gemeinden und Städte zu pendeln.

## Geschichte
Im Jahr 1426 wurde der Ort erstmals als das gůt in der Glaßhütten erwähnt und vom Kloster St. Peter als Erblehen vergeben. Bereits davor hatte sich am Ort eine Glasmacherei befunden, deren Betrieb jedoch im 15./16. Jahrhundert wegen der Waldverwüstung eingestellt wurde. Ab 1683 wurde sie in gewissem Umfang erneut betrieben, bevor sie 1727 wieder eingestellt wurde. Nach der Säkularisation gelangte Glashütte an das Land- bzw. Bezirksamt Freiburg.
Zusammen mit dem Simonswälder Ortsteil Wildgutach bildete Glashütte lange Zeit die eigenständige Gemeinde Hinterstraß, die bereits 1446 erstmals erwähnt wurde und deren Name sich auf die Lage an der Straße nach Urach bezieht. Im Jahr 1936 folgte die Eingemeindung nach St. Märgen.

### Wappen
Durch die Eingemeindung verfügt Glashütte über kein eigenes Wappen mehr. Als Gemeinde Hinterstraß trug sie jedoch ein geteiltes Wappen, welches auf der linken Seite die Kugeln der Sickinger und auf der rechten Seite die gekreuzten Schlüssel des Klosters St. Peter trug.

## Kultur und Sehenswürdigkeiten

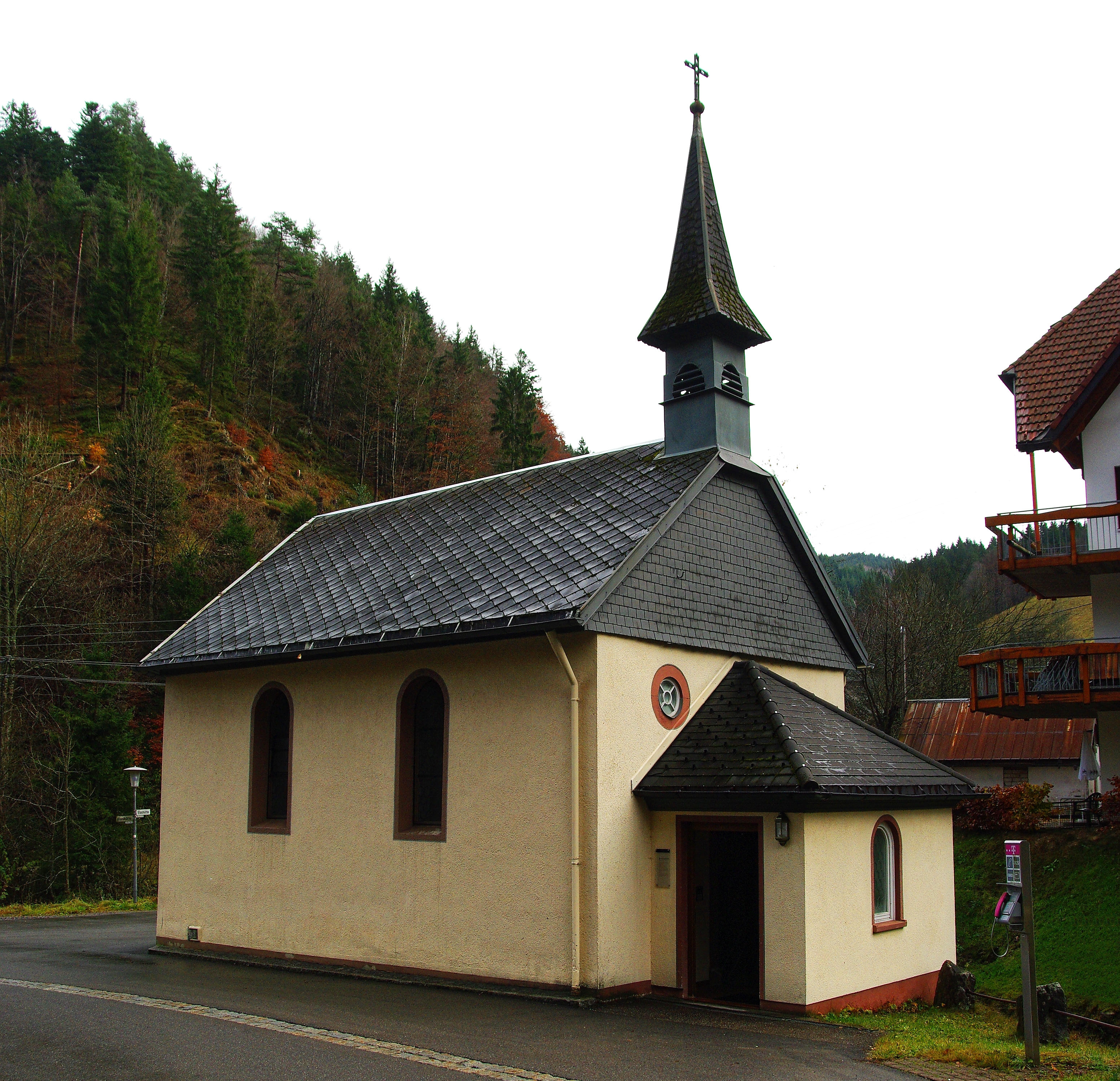
Rosenkranzkapelle

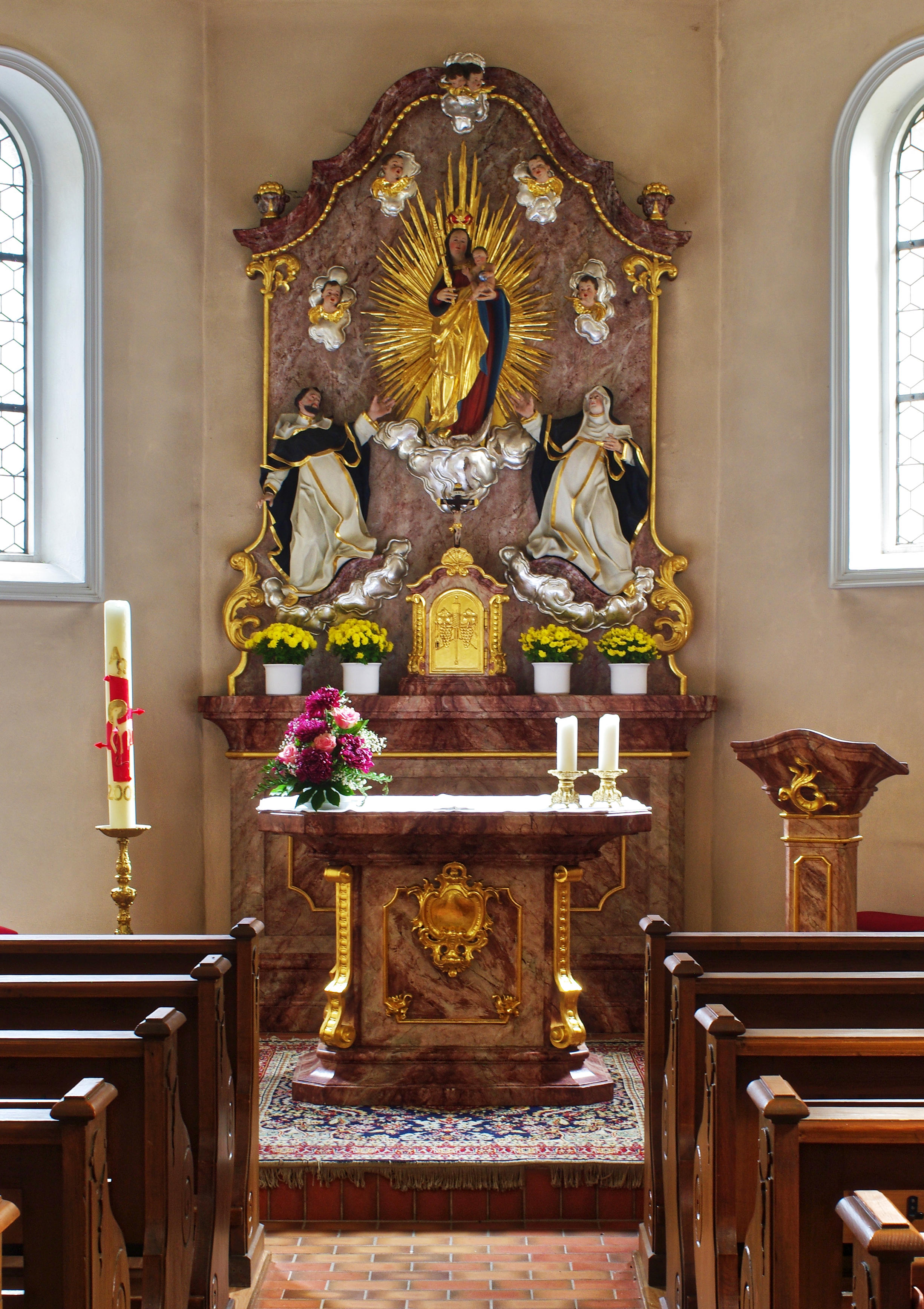
Hochaltar

### Musik
Trotz der geringen Einwohnerzahl verfügt der Ortsteil Glashütte über ein eigenes Blasmusikorchester, bestehend aus der Trachtenkapelle St. Märgen-Glashütte und der kleineren Böhmerländer Blasmusikgruppe.

### Bauwerke
Im Ort befindet sich die „Rosenkranzkapelle“. Das Altarretabel zeigt Maria, angerufen vom heiligen Dominikus und der heiligen Katharina von Siena, die beiden letzteren und vermutlich die Putten Schnitzwerke Matthias Fallers um 1740.